# Левицкая, Анастасия Зиновьевна
Левицкая Анастасия Зиновьевна (урождённая — Кашко) (16 ноября 1899, Куликовка, Черниговская губерния, Российская империя — 6 ноября 1955, Харьков, Украинская ССР) — украинская советская актриса, оперная певица

 (меццо-сопрано), музыкальный педагог. Профессор Харьковской государственной консерватории. Солистка Киевского (1927—1930) и Харьковского оперного театров (1930—1951). Народная артистка Украинской ССР (с 1947).

## Биография
В 1927 году окончила Киевский музыкально-драматический институт им. Н. В. Лысенко, училась в классе Е. А. Муравьевой. С тех пор солистка — Киевского (1927—1930) и Харьковского оперного театров (1930—1951).
В 1950—1955 годах преподавала на кафедре сольного пения Харьковской государственной консерватории. Профессор (1950—1955).
Умело сочетала вокальную и актёрскую выразительность, снялась и пела в фильме-опере «Запорожец за Дунаем» (реж. И. Кавалеридзе, 1937).
Член ВКП(б) с 1942 года.

## Избранные партии
- Любовь — «Мазепа» П. И. Чайковского;
- Далила — «Самсон и Далила» Сен-Санса;
- Мать — «Севастопольцы» М. Коваля;
- Хивря — «Сорочинская ярмарка» М. Мусоргского;
- Аксинья — «Тихий Дон» И. Дзержинского;
- Настя — «Тарас Бульба» Н. Лысенко;
- Любаша — «Царская невеста» Н. Римского-Корсакова;
- Кармен — «Кармен (опера)|Кармен» Ж. Бизе;
- Амнерис — «Аида» Дж. Верди.

Похоронена на 2-м городском кладбище Харькова.